# Mathias Hinke
Mathias Hinke (* 2. Juli 1973 in Mexiko-Stadt) ist ein mexikanischer Komponist.

## Biografie
Er hat in Mexiko, New York und Berlin Komposition und Kunstgeschichte studiert. 1994 arbeitete er zum ersten Mal an der Vertonung eines Fernsehfilms („El macho“ von José Ramón Miquelajauregui). 1996 arbeitete er zusammen mit Pierre Charvet an einem Experimentalfilm im IRCAM, dem Musikwissenschaftlichen Institut des Centre Pompidou in Paris. 1997 holte ihn ein Auftrag der Deutschen Oper Berlin und des Schauspielers Hans-Jürgen Schatz nach Berlin, wo Hinke seit 1998 lebt. Erfolgreiche Aufführungen des Stückes „Der selbstsüchtige Riese“ (nach einem Märchen von Oscar Wilde) in Heidelberg 2001 und in Lateinamerika ebneten den Weg für weitere Aufträge.
Mathias Hinke ist mehrfach mit einem Award der Manhattan School of Music ausgezeichnet worden. Er gewann den 1. Platz des Liederwettbewerbs im Jahre 1994.
Seine Stücke werden u. a. aufgeführt vom Orquesta Sinfónica Nacional de México, vom Philharmonischen Orchester Heidelberg, vom Vogler-Quartett und vom Manhattan Chamber Orchestra.